# Andrés Ramos
Andrés Ramos Dinza (ur. 10 marca 1994) – kubański zapaśnik walczący w stylu wolnym. Trzeci na igrzyskach panamerykańskich w 2015. Wicemistrz panamerykański w 2015, a trzeci w 2017 roku.